# Markopoulo Olympic Equestrian Centre
Das Markopoulo Olympic Equestrian Centre (Ολυμπιακό Ιππικό Κέντρο στο Μαρκόπουλο) ist ein Reitsportzentrum in Markopoulo Mesogeas bei Athen. Es war ein Wettkampfort der Olympischen Sommerspiele 2004.

## Bau
Das relativ zentrale Gelände der alten Rennbahn (in der Nähe des Karaiskakis-Stadion) in Faliro war zu klein und nur noch bedingt für die Aktivitäten der Reitsportvereine geeignet, die man an einem Ort bündeln wollte (an dem alten Standort entstand später das Stavros Niarchos Foundation Cultural Center).
Bei dem Architekturwettbewerb wurde neben der reinen Wettkampfanlage auch der Bau einer Reitschule, von Ausstellungsflächen eines Reitmuseums und eines Reitparks ausgeschrieben. Die umfangreiche und abgelegene Anlage erforderte auch die Errichtung eines Hotels und eines Heliports. Zur wirtschaftlicheren Nutzung wurde weiterhin ein Golfplatz errichtet. In das Reitsportzentrum wurden 181 Millionen Euro investiert. 656 Olivenbäume mussten dem neuen Reitzentrum weichen. Die Bäume wurden aber nicht gefällt, sondern ausgegraben und an anderen olympischen Wettkampfstätten neu eingepflanzt. Die Fertigstellung der 94 Hektar großen Anlage wurde aufgrund der Olympischen Sommerspiele 2004 vorgezogen und die olympische Nutzung berücksichtigt.
Neben den Olympischen Sportstätten wurde auch eine Pferderennbahn errichtet.

## Olympische Sommerspiele 2004
Die Zuschauerkapazität betrug 15.000 beim Military, 10.000 beim Springreiten und 8.100 beim Dressurreiten.
Während der Olympischen Sommerspiele waren folgende Wettkampfstätten in Betrieb:
- Main Cross Country Course mit einer Fläche von ca. 420.000 m² und einem See mit einem Volumen 10.000 m³.
- Main Jumping Arena of 9.625 m² und 6.000 Sitzplätze
- Main Dressage Arena of 4.050 m² und 8.000 Sitzplätze
- Indoor Arena mit 5.175 m² und 1.116 Sitzplätze
- Zwei Stallgebäude

## Nutzung nach 2004
Zwei Monate nach den Olympischen Spielen wurde die Anlage erstmals für den griechischen Nationenpreis der Springreiter genutzt, der seitdem hier jährlich stattfindet. Auch weitere Springreitturniere finden hier statt, ein Höhepunkt war hierbei die Europameisterschaft der Junioren (bis 18 Jahre) und Jungen Reiter (19 bis 21 Jahre) der Springreiter vom 6. Juli bis 9. Juli 2006.